# Crocodilaemus

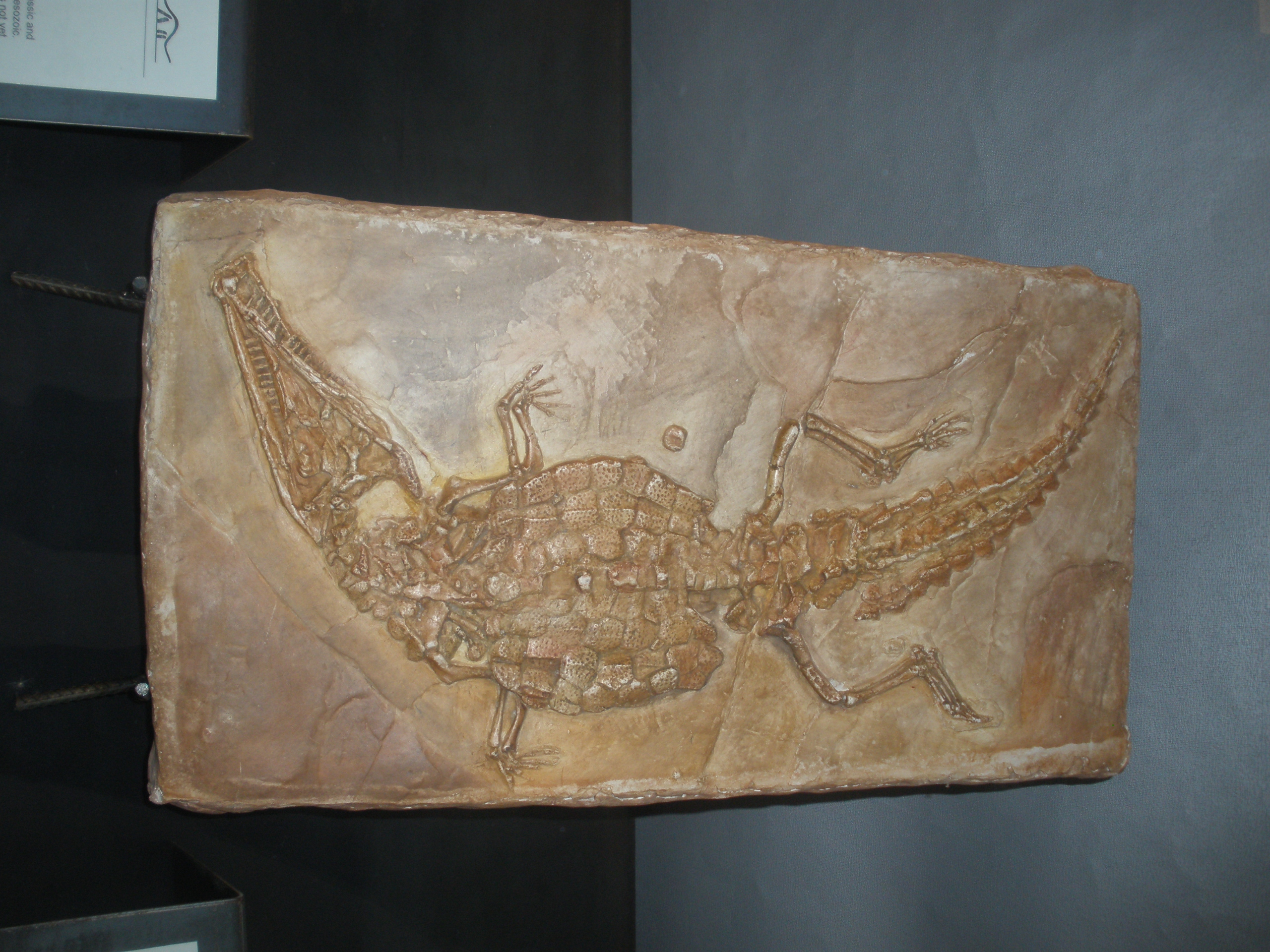
Crocodilaemus robustus

Crocodilaemus (лат.) — вымерший род фолидозаврид. Окаменелости найдены в восточной ФранцияФранции в лагерштеттах, датируемых поздним киммериджским веком. Считается, что во времена существования рода местность, где были найдены ископаемые остатки, являлась дном лагуны в окружении растущего рифового комплекса, что доказывает наличие мелководного тропического моря, которое покрывало западную Европу в течение юрского периода.